# West-Ecques
West-Ecques (Nederlands: West-Eske) is een plaats in de Franse gemeente Ecques (Nederlands: Eske) in het departement Pas-de-Calais. West-Ecques ligt in het westen van de dorpskern.

## Geschiedenis
Oude vermeldingen van de naam dateren uit de 13de eeuw als Westesch en het begin van de 14de eeuw als Westresca. West-Ecques lag net ten westen van Ecques, maar was een afzonderlijk parochie met eigen kerk. Na de Franse Revolutie werd de Église Saint-Pierre gesloopt. Een deel van het kerkmeubilair werd gered en verhuisde naar de kerk van Ecques.
Op het eind van het ancien régime werd West-Ecques een gemeente, bestaande uit West-Ecques en het gehucht Mussem (Mussent). In 1799 werd de gemeente West-Ecques (23 inwoners in 1793) al opgeheven en samengevoegd met buurgemeente Ecques (906 inwoners in 1793).